# Reinaldo Alagoano
Reinaldo Alagoano (Arapiraca, 13 april 1986) is een Braziliaans voormalig voetballer die als aanvaller speelde.

## Carrière
Reinaldo speelde tussen 2005 en 2021 voor SC Corinthians Alagoano, Clube de Regatas Brasil, Cruzeiro EC, EC Bahia, Boa EC en Agremiação Sportiva Arapiraquense.